# Autunit
Autunit (auch Kalkuranglimmer; IMA-Symbol Aut) ist ein häufig vorkommendes Mineral aus der Mineralklasse der „Phosphate, Arsenate und Vanadate“ mit der chemischen Zusammensetzung Ca(UO2)2(PO4)2·10-12H2O und damit chemisch gesehen ein Calcium-Uranyl-Phosphat. Strukturell gehört Autunit zur Gruppe der Uranglimmer.
Autunit kristallisiert im orthorhombischen Kristallsystem. und entwickelt meist tafelige, buchförmige Kristalle bis etwa zwei Zentimeter Größe sowie blättrige oder schuppige Aggregate in leuchtend gelblicher, gelbgrüner oder grüner Farbe. Seine Strichfarbe ist eher blassgelb. Die durchsichtigen bis durchscheinenden Kristalle zeigen auf unversehrten Oberflächen einen glasähnlichen, auf Spaltflächen dagegen einen eher perlmuttähnlichen Glanz.

## Etymologie und Geschichte

Wappen der namensgebenden Stadt Autun

Erstmals gefunden wurde Autunit in einem seit 1800 bekannten Vorkommen nahe der Stadt Autun in der französischen Gemeinde Saint-Symphorien-de-Marmagne. Wissenschaftlich beschrieben wurde das Mineral 1852 durch die beiden englischen Kristallographen und Mineralogen Henry James Brooke (1771–1857) sowie William Hallowes Miller (1801–1880), die es nach dessen Typlokalität benannten.
Bereits 1823 wurde das Mineral durch Jöns Jakob Berzelius analysiert und als Uranit bezeichnet. Diese Bezeichnung ist allerdings missverständlich, da im Lauf der Entdeckung verschiedener Uranglimmer mehrere Minerale mit diesem Synonym belegt wurden wie beispielsweise Uraninit (auch Pechblende). Aus diesem Mineral konnte schon 1789 Martin Heinrich Klaproth das Element Uran isolieren, das er zunächst ebenfalls Uranit nannte. Weitere Minerale mit dem Synonym Uranit sind unter anderem Torbernit (auch Kupfer- oder Cuprouranit), Uranocircit (auch Bariumuranit) und Zeunerit (auch Kupferarsenuranit).
Nach Brooke und Miller wird der Autunit aber auch als „Pyramidaler Euchlor-Malachit“ bezeichnet und bei den Bauern in der Gegend um Autun hieß das Mineral „Arbre d’or“ (= Goldbaum) aufgrund der baumartigen Gesteinsklüfte, in den es gefunden wurde.
Das Typmaterial von Autunit (Cotyp) wird im Muséum national d’histoire naturelle (MHN-Paris) unter der Sammlungs-Nummer H6307 aufbewahrt.

## Klassifikation
In der veralteten 8. Auflage der Mineralsystematik nach Strunz gehörte der Autunit zur Mineralklasse der „Phosphate, Arsenate und Vanadate“ und dort zur Abteilung „Wasserhaltige Phosphate, Arsenate und Vanadate mit fremden Anionen“, wo er zusammen mit Bassetit, Fritzscheit, Heinrichit, Kahlerit, Kirchheimerit, Natrouranospinit, Nováčekit, Sabugalit, Saléeit, Torbernit, Uramphit, Uranocircit, Uranospinit und Zeunerit die „Uranit-Reihe“ mit der System-Nr. VII/D.20a innerhalb der Familie der Uranyl-Phosphate, -Arsenate und -Vanadate bildete.
Im zuletzt 2018 überarbeiteten und aktualisierten Lapis-Mineralienverzeichnis nach Stefan Weiß, das sich aus Rücksicht auf private Sammler und institutionelle Sammlungen noch nach dieser alten Form der Systematik von Karl Hugo Strunz richtet, erhielt das Mineral die System- und Mineral-Nr. VII/E.01-90. In der „Lapis-Systematik“ entspricht dies der Abteilung „Uranyl-Phosphate/Arsenate und Uranyl-Vanadate mit [UO2]2+–[PO4]/[AsO4]3− und [UO2]2+–[V2O8]6−, mit isotypen Vanadaten (Sincositreihe)“, wo Autunit als Namensgeber die „Autunitgruppe“ mit der System-Nr. VII/E.01 und den weiteren Mitgliedern Fritzscheit, Heinrichit, Kahlerit, Nováčekit, Rauchit, Sabugalit, Saléeit, Torbernit, Trögerit, Uranocircit, Uranospinit und Zeunerit sowie dem inzwischen diskreditierten Natroautunit bildet.
Die von der International Mineralogical Association (IMA) zuletzt 2009 aktualisierte Systematik der Minerale nach Strunz (9. Auflage) ordnet den Autunit in die Abteilung der „Uranylphosphate und Arsenate“ ein. Diese ist weiter unterteilt nach dem Verhältnis von Uranoxidkomplex (UO2) zum Phosphat-, Arsenat- bzw. Vanadatkomplex (RO4), so dass das Mineral entsprechend seiner Zusammensetzung in der Unterabteilung „UO2 : RO4 = 1 : 1“ zu finden ist, wo es ebenfalls als Namensgeber die „Autunitgruppe“ mit der System-Nr. 8.EB.05 und den weiteren Mitgliedern Heinrichit, Kahlerit, Metarauchit (IMA 2008-050), Nováčekit, Saléeit, Torbernit, Uranocircit, Uranospinit, Xiangjiangit und Zeunerit sowie dem bisher nur hypothetischen Kirchheimerit bildet. 
Auch die vorwiegend im englischen Sprachraum gebräuchliche Systematik der Minerale nach Dana ordnet den Autunit in die Klasse der „Phosphate, Arsenate und Vanadate“ und dort in die Abteilung der „Wasserhaltige Phosphate etc.“ ein. Auch hier ist er als Namensgeber der „Autunitgruppe“ mit der System-Nr. 40.02a.01 und den weiteren Mitgliedern Meta-Autunit, Pseudo-Autunit (diskreditiert) und Metanatroautunit innerhalb der Unterabteilung der „Wasserhaltigen Phosphate etc., mit A2+(B2+)2(XO4) × x(H2O), mit (UO2)2+“ zu finden.

## Kristallstruktur

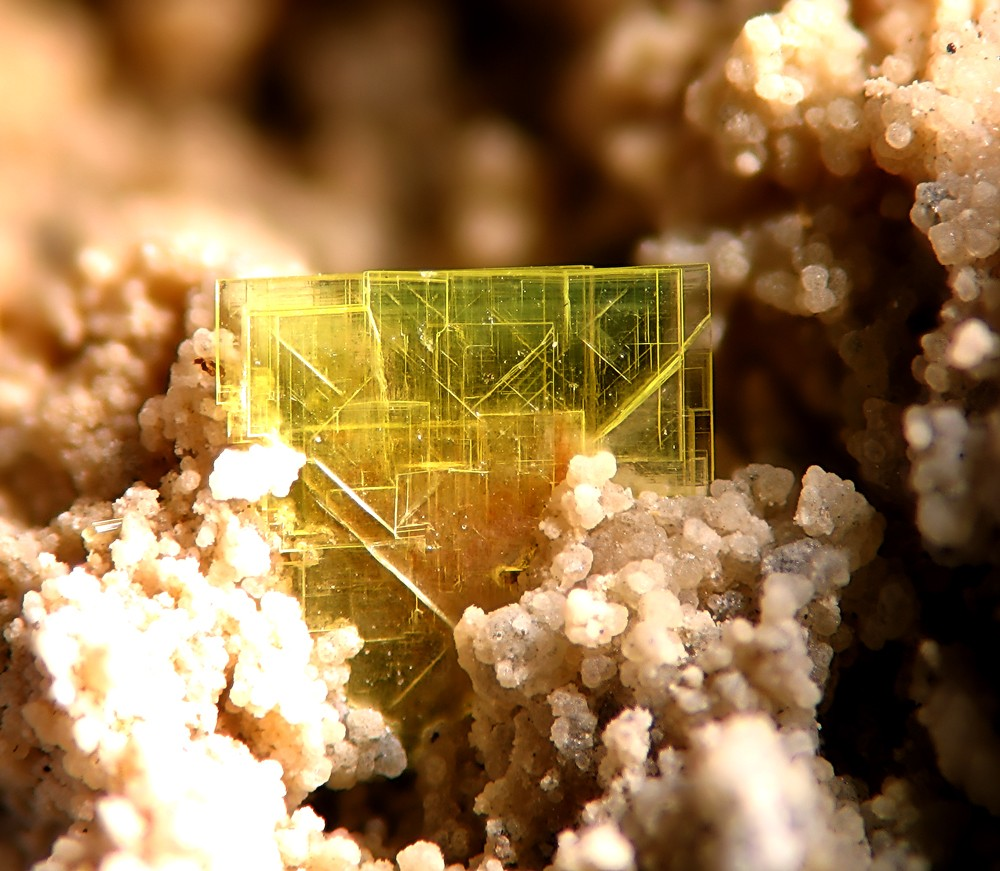
Einzelkristall von Autunit aus der Grube Cornelia, Hagendorf-Süd in Bayern. Deutlich erkennbar sind die vielen feinen Haarrisse, ein Resultat der Dehydratisierung zu Meta-Autunit

In veralteten Publikationen wird beschrieben, dass Autunit im tetragonalen Kristallsystem in der Raumgruppe I4/mmm (Raumgruppen-Nr. 139) mit den Gitterparametern a = 7,01 Å und c = 20,74 Å sowie zwei Formeleinheiten pro Elementarzelle kristallisiert.

Aufgrund der Tatsache, dass Autunit sein Kristallwasser jedoch sehr schnell verliert und zu Meta-Autunit dehydratisiert, konnte die exakte Kristallstruktur lange Zeit nicht aufgeklärt werden. Im Jahre 2003 konnten Locock and Burns durch Gelkristallisation Einzelkristalle von Autunit synthetisieren, die zur Einkristallstrukturanalyse herangezogen werden konnten. Vollkommen hydratisierter Autunit, der sein Kristallwasser noch nicht verloren hat, kristallisiert daher in der orthorhombischen Raumgruppe Pnma (Nr. 62) mit den Gitterparametern a = 14,0135(6) Å, b = 20,7121(8) Å und c = 6,9959(3) Å sowie vier Formeleinheiten pro Elementarzelle.
Die folgenden Bilder illustrieren den Aufbau der Elementarzelle entlang aller drei kristallographischen Achsen, das Packungsbild zur besseren Übersicht ohne Kristallwasser sowie den Aufbau der Uranylphosphat-Schichten.
Die Kristallstruktur von Autunit ist namensgebend für die Strukturgruppe der Autunit-Schicht-Typen, zu denen ca. 40 Uranylphoshat- und Uranylarsenatminerale gehören, die alle das [(UO2)(XO4)]−-Strukturmotiv (mit X = P oder As) tragen. Dieses Strukturmotiv zeichnet sich dadurch aus, dass die Uranyleinheiten quadratisch-bipyramidal (= oktaedrisch) koordiniert sind, und in der äquatorialen Ebene die Sauerstoffatome der tetraedrischen Phosphat- oder Arsenatgruppe tragen.
Im Falle von Autunit werden Uranylphosphat-Schichten von Ca2+-Ionen zusammengehalten, die die oktaedrischen Uranyleinheiten über die Uranyl-Sauerstoffatome koordinieren und so zwei gegenüberliegende Schichten verknüpfen. Die Ca2+-Ionen sind weiterhin von sieben Wassermolekülen umgeben, so dass ihre Koordinationszahl N = 9 ist. Des Weiteren befinden sich Kristallwassermoleküle zwischen den Uranylphosphat-Schichten, die durch Wasserstoffbrückenbindungen zusammengehalten werden.
Die Calcium-Atome sind jedoch in der Kristallstruktur nur zu 86 % besetzt, was bedeutet, dass es ein Ladungsdefizit gibt das durch Oxonium-Ionen (H3O+) im Kristallgitter ausgeglichen wird, ähnlich wie es bei dem Mineral Chernikovit vermutet wird. Diese Oxonium-Ionen könnten sich beispielsweise an den freien Kristallwassermolekülen im Kristallgitter bilden. Der strukturelle Nachweis dieser Oxonium-Ionen ist allerdings durch Einkristallstrukturanalyse, deren Grundlage die Beugung eines Röntgenstrahls an der Elektronenhülle der zu untersuchenden Atome ist, in diesem Fall nicht möglich. Das Vorhandensein des sehr elektronenreichen Uranatoms (formal 86 Elektronen für U(VI)) neben Wasserstoffatomen (ein Elektron) bzw. H+-Ionen (= Protonen, d. h. kein Elektron) macht schon eine Lokalisierung der einzelnen Wasserstoffatome sehr problematisch und eine Lokalisierung von Protonen ist praktisch unmöglich. Die Untersuchung des Autunits in Neutronenbeugungsexperimenten könnte hier zur Aufklärung hilfreich sein, doch liegen dazu bisher keine Daten vor.
Locock und Burns diskutieren in ihrer Untersuchung, dass die schnelle Dehydratisierung des Autunits zu Meta-Autunit zu einem Zusammenbruch des Netzwerks und damit zu einer stärkeren Wechselwirkung der Ca2+-Ionen an das Uranylphosphatnetzwerk führt.
| Kristallstruktur von synthetischem Autunit |
| --- |
| - in Richtung der kristallographischen a-Achse - in Richtung der kristallographischen b-Achse - in Richtung der kristallographischen c-Achse - ohne Kristallwasser zur besseren Übersicht - Uranylphosphatschicht |
| Farblegende: 0 _ U 0 _ O 0 _ P 0 _ Ca 0 _ H |

## Meta-Autunit
Die starke Tendenz des Autunits zur Dehydratisierung ist seit langer Zeit bekannt, und Exemplare, die sich in Museen befinden können praktisch ausnahmslos als Meta-Autunit klassifiziert werden. Locock und Burns konstatieren, dass Autunit an der Luft nicht stabil ist und innerhalb von Minuten dehydratisiert.
Im Jahre 1960 konnten Makarov und Ivanov bereits die Kristallstruktur des Meta-Autunits aufklären. Ihre Untersuchungen zeigen, dass die Summenformel für Meta-Autunit Ca[(UO2)(PO4)]2·6H2O entspricht. Die Strukturlösung erfolgte in der primitiven tetragonalen Raumgruppe P4/nmm (Raumgruppen-Nr. 129) mit den Gitterparametern a = 6,96±0,01 Å und c = 8,40±0,02 Å sowie einer Formeleinheiten pro Elementarzelle. Auch Makarov und Ivanov finden, dass die Struktur des Meta-Autunits aus Schichten von Uranylphosphat aufgebaut ist, die durch Ca2+-Ionen verknüpft werden. Jedoch befindet sich in der Kristallstruktur, im Gegensatz zum Autunit, kein Kristallwasser. Die Koordinationsumgebung des Uranylphosposphat-Netzwerkes ist gleich, die Calcium-Ionen sind jedoch untereinander durch Sauerstoffatome verbrückt, die Wassermolekülen zugeschrieben sind. Kristallographisch muss des Weiteren angemerkt werden, dass die Ca-Atome nur zu 50 %, die Sauerstoffe-Atome der Wassermoleküle nur zu 75 % besetzt sind. Nach einer Untersuchung von Ross aus dem Jahre 1963 ist diese Struktur in Hinblick auf die Calcium-Atome und Wassermoleküle jedoch nicht vollständig korrekt. Dies resultiert aus der Bestimmung der falschen Raumgruppe, die laut Ross P4222 ist. Der Vollständigkeit halber zeigen die folgenden Bilder die Kristallstruktur von Meta-Autunit nach Makarov und Ivanov:
| Kristallstruktur von Meta-Autunit nach Makarov und Ivanov |
| --- |
| - in Richtung der kristallographischen a-Achse - in Richtung der kristallographischen b-Achse - in Richtung der kristallographischen c-Achse - Räumliche Darstellung |
| Farblegende: 0 _ U 0 _ O 0 _ P 0 _ Ca 0 _ H2O |

Ross beschreibt des Weiteren die Untersuchung von helleren und dunkleren Meta-Autunit-Kristallen mit der Vermutung, dass sich U4+-Atome in der Kristallstruktur befinden. Diese Vermutung wurde auch von Makarov und Ivanov postuliert, konnte aber nicht bestätigt werden. Ross nimmt an, dass die dunkler gefärbten Meta-Autunit-Kristall durch fein dispergierten Uraninit (UO2) verursacht werden.
Thermogravimetrische und Differenzthermo-Analysen zeigen weiterhin, dass Autunit bei höheren Temperaturen noch weiter dehydratisieren kann. Bei 61 °C zeigt sich beispielsweise in der Thermogravimetrie das Erscheinen einer Hydratationsstufe, die drei Kristallwassermolekülen entspricht (Ca[(UO2)(PO4)]2·3H2O).

## Eigenschaften

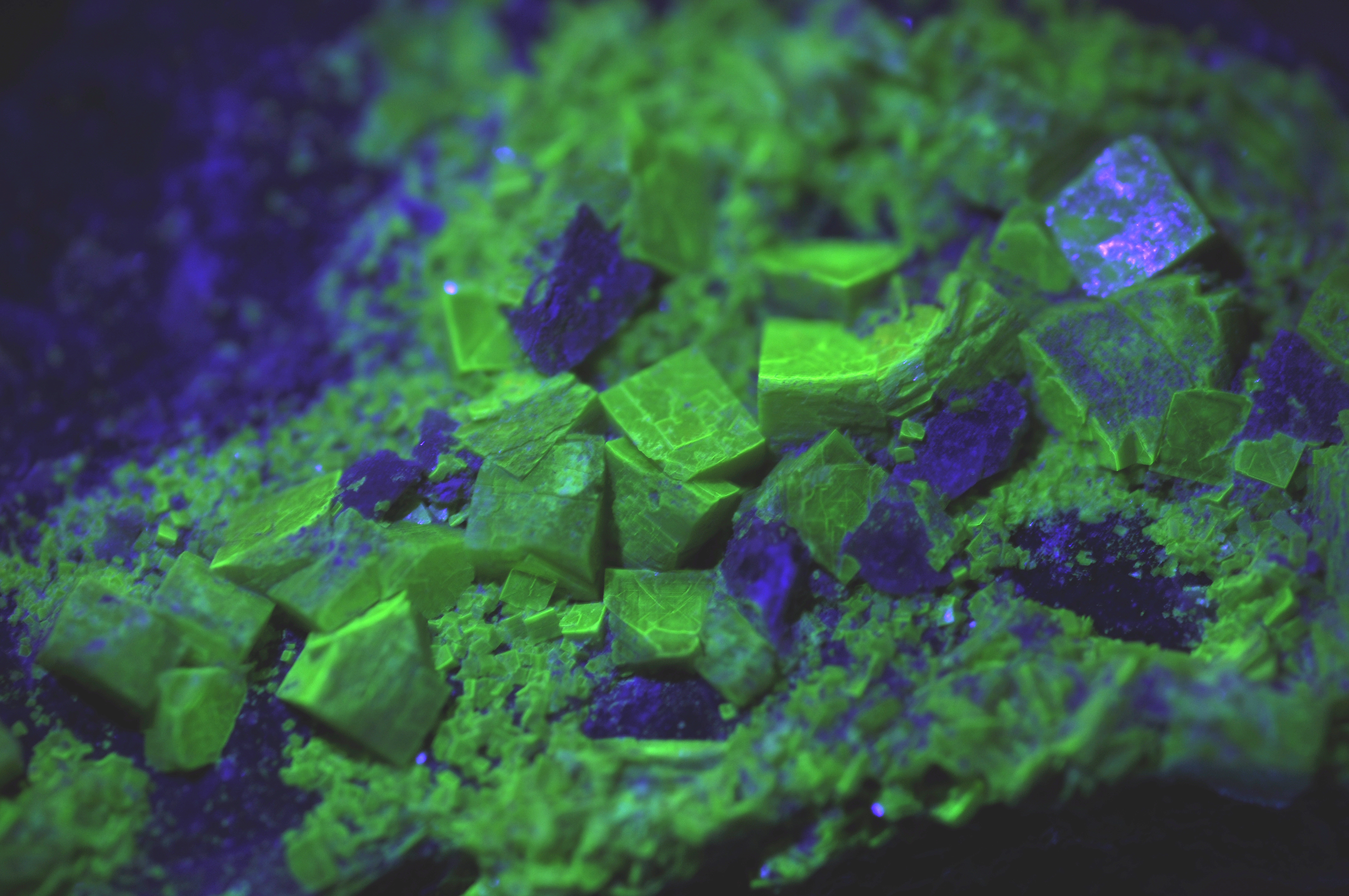
Autunit unter UV-Licht

Das Mineral ist durch seinen Urangehalt als sehr stark radioaktiv eingestuft. Unter Berücksichtigung der Mengenanteile der radioaktiven Elemente in der idealisierten Summenformel sowie der Folgezerfälle der natürlichen Zerfallsreihen wird für das Mineral eine spezifische Aktivität von etwa 86 kBq/g angegeben (zum Vergleich: natürliches Kalium 0,0312 kBq/g). Der zitierte Wert kann je nach Mineralgehalt und Zusammensetzung der Stufen deutlich abweichen, auch sind selektive An- oder Abreicherungen der radioaktiven Zerfallsprodukte möglich und ändern die Aktivität.
Unter UV-Licht zeigt Autunit eine starke, gelblichgrüne Fluoreszenz, ähnlich der von neonfarbenen Textmarkern.

## Bildung und Fundorte

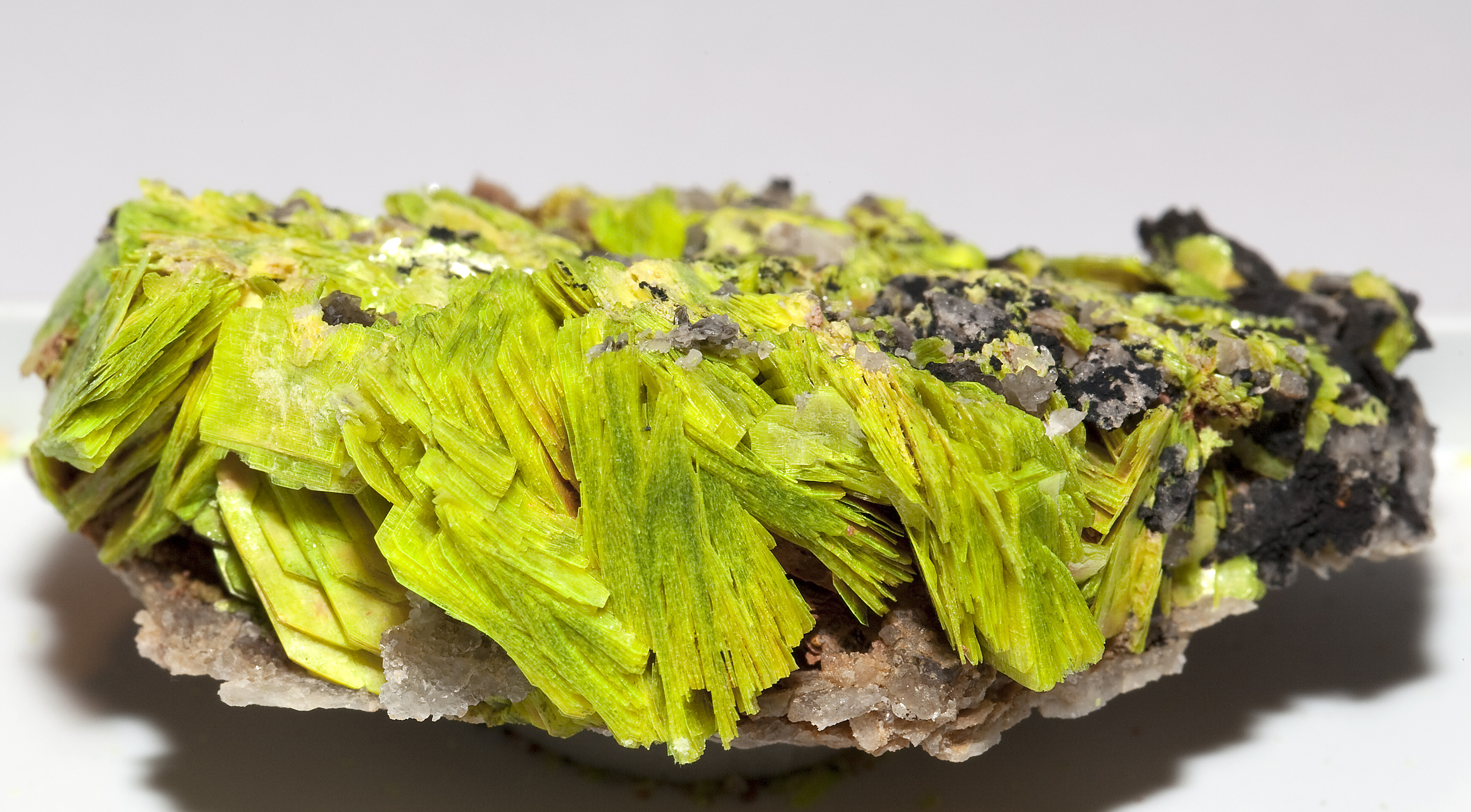
Autunit aus einem Steinbruch am Streuberg in Bergen (Vogtland) (Deutschland)

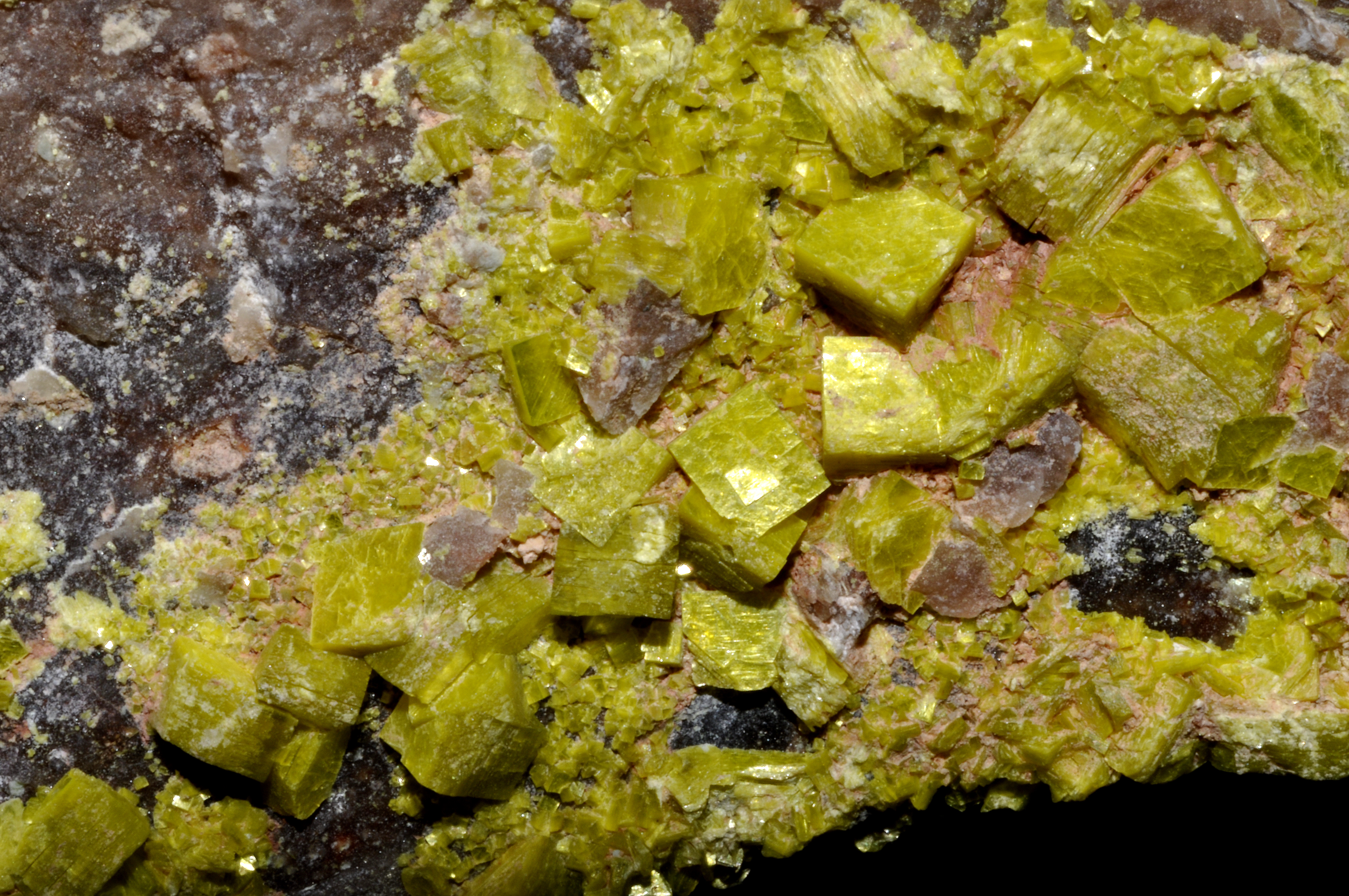
Autunit auf Rauchquarz aus Compreignac in Frankreich

Autunit entsteht durch Oxidation in Uranlagerstätten und in Pegmatiten. Ebenso kann es sich sedimentär oder hydrothermal in verschiedenen anderen Uranerzen bilden.
Als häufige Mineralbildung ist Autunit an vielen Fundorten anzutreffen. Weltweit sind bisher über 1300 Fundstätten für Autunit dokumentiert (Stand: Januar 2023). Damit ist Autunit das häufigste und am weitesten verbreitete Uranylphosphat-Mineral. Neben seiner Typlokalität Autun in Burgund wurde das Mineral in Frankreich unter anderem noch in Nouvelle-Aquitaine, im Elsass, in Auvergne-Rhône-Alpes, der Bretagne, Lothringen, Okzitanien, Pays de la Loire und der Provence-Alpes-Côte d’Azur gefunden.
In Deutschland wurde Autunit bisher an mehreren Orten im Schwarzwald in Baden-Württemberg, an der Hartkoppe bei Sailauf im Spessart, bei Schwandorf sowie an mehreren Orten im Fichtelgebirge, im Bayerischen und Oberpfälzer Wald in Bayern, im Erzgebirge und Vogtland in Sachsen sowie bei Wurzbach und der ehemaligen Absetzerhalde bei Ronneburg in Thüringen gefunden. Ungewöhnlich große Kristalle mit bis zu 3 cm Durchmesser wurden hier vor allem aus den Fundgebieten Johanngeorgenstadt und Schneeberg bekannt.
In Österreich fand sich das Mineral bisher am Millstätter See und bei Villach in Kärnten; im Raurisertal und am Mitterberg in den Berchtesgadener Alpen in Salzburg sowie in den Fischbacher Alpen und der Koralpe in der Steiermark.
In der Schweiz konnte Autunit bisher nur an einem Fundort in der Gemeinde Sementina im Kanton Tessin entdeckt werden.
Weitere Fundorte liegen unter anderem in Argentinien, Australien, Belgien, Bolivien, Brasilien, Chile, China, Finnland, Italien, Japan, Kanada, Kasachstan, Madagaskar, Neuseeland, Pakistan, Polen, Portugal, Ruanda, Rumänien, Russland, Spanien, Slowakei, Slowenien, Südafrika, Tadschikistan, Tschechien, Ungarn, Usbekistan sowie im Vereinigten Königreich (Großbritannien) und den Vereinigten Staaten von Amerika (USA).

## Vorsichtsmaßnahmen
Aufgrund der starken Radioaktivität des Minerals sollten Proben nur in staub- und strahlungsdichten Behältern, vor allem aber niemals in Wohn-, Schlaf- und Arbeitsräumen aufbewahrt werden. Ebenso sollte eine Aufnahme in den Körper (Inkorporation) auf jeden Fall verhindert und zur Sicherheit direkter Körperkontakt vermieden sowie beim Umgang mit dem Mineral Mundschutz und Handschuhe getragen werden.